# Selwynite
La selwynite è un minerale appartenente al gruppo della gainesite.